# Villeret, Aisne
Villeret là một xã ở tỉnh Allier, vùng Hauts-de-France thuộc miền bắc nước Pháp.